# Lista över regementen inom Indiens armé
Lista på regementen inom Indiens armé

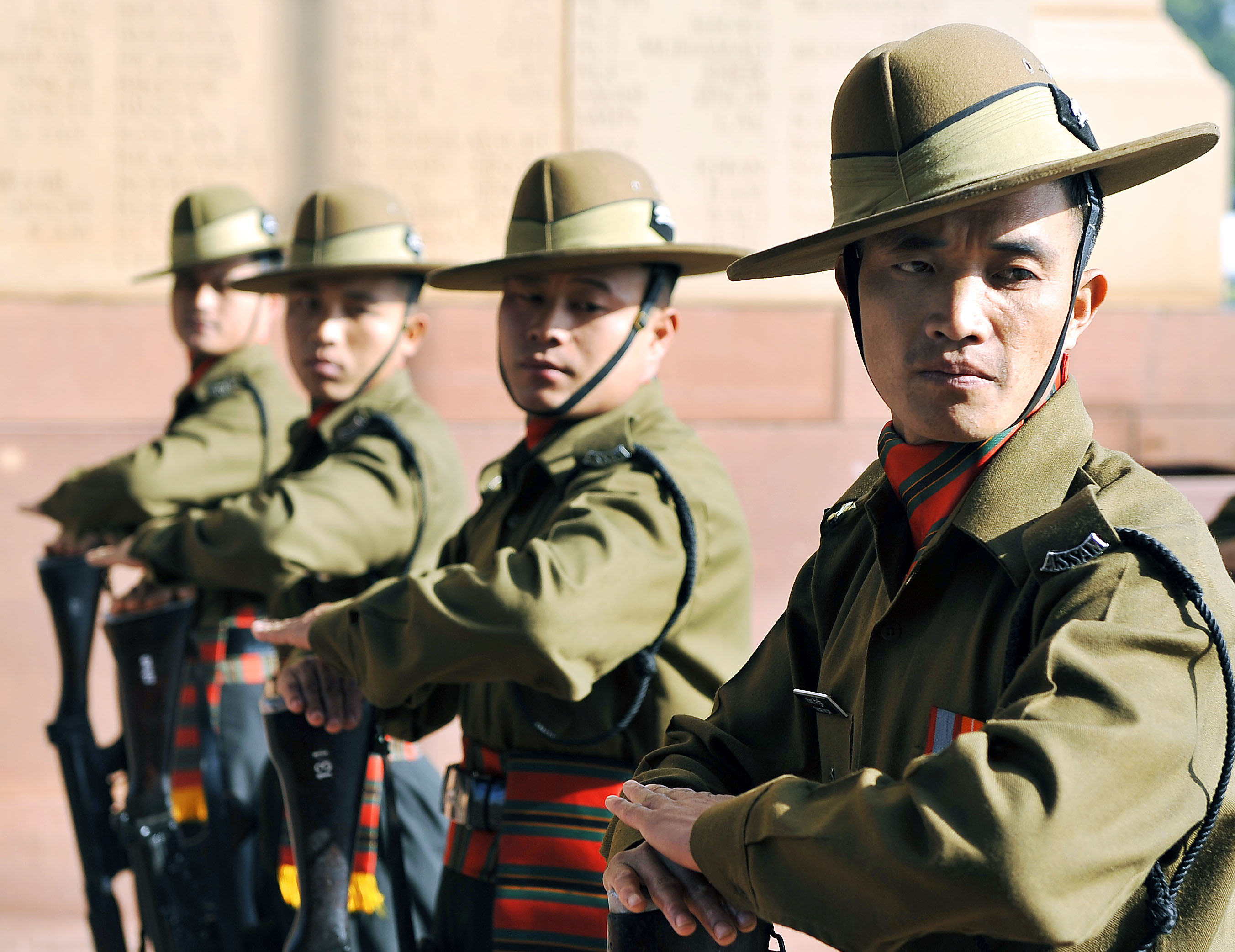
Soldater från Assam Regiment vid sorgparad

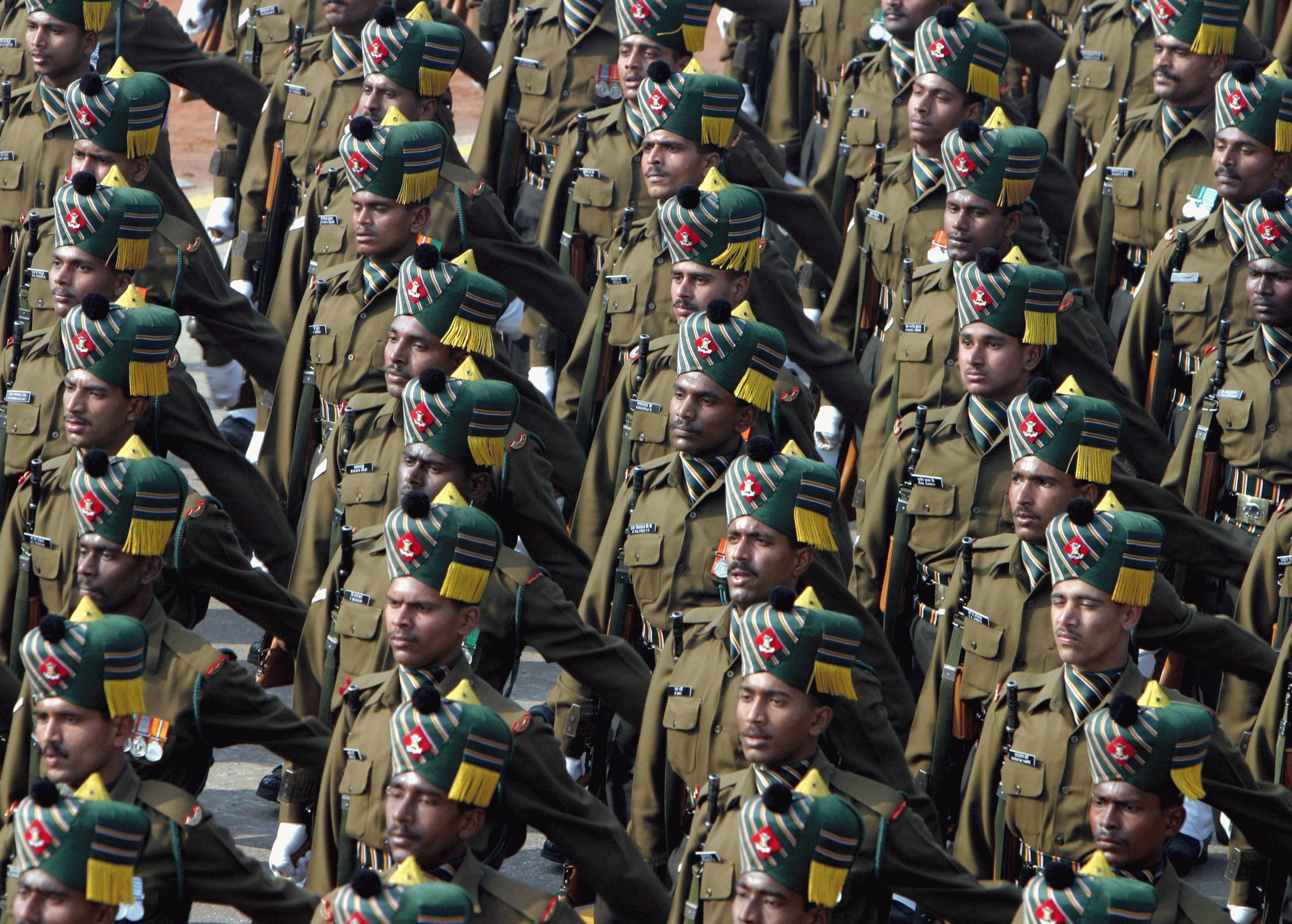
Soldater från Madras Regiment

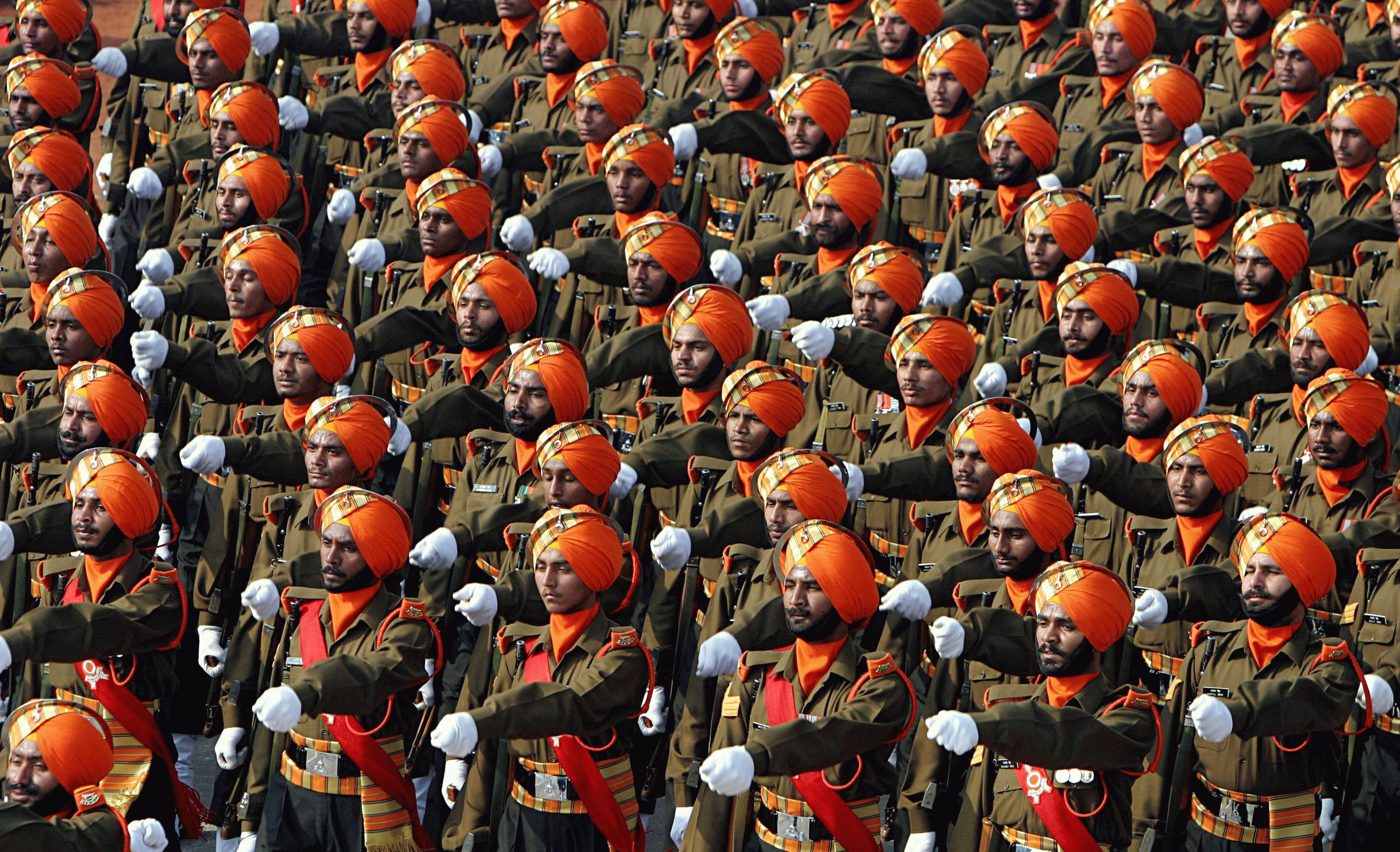
Soldater från Sikh Light Regiment

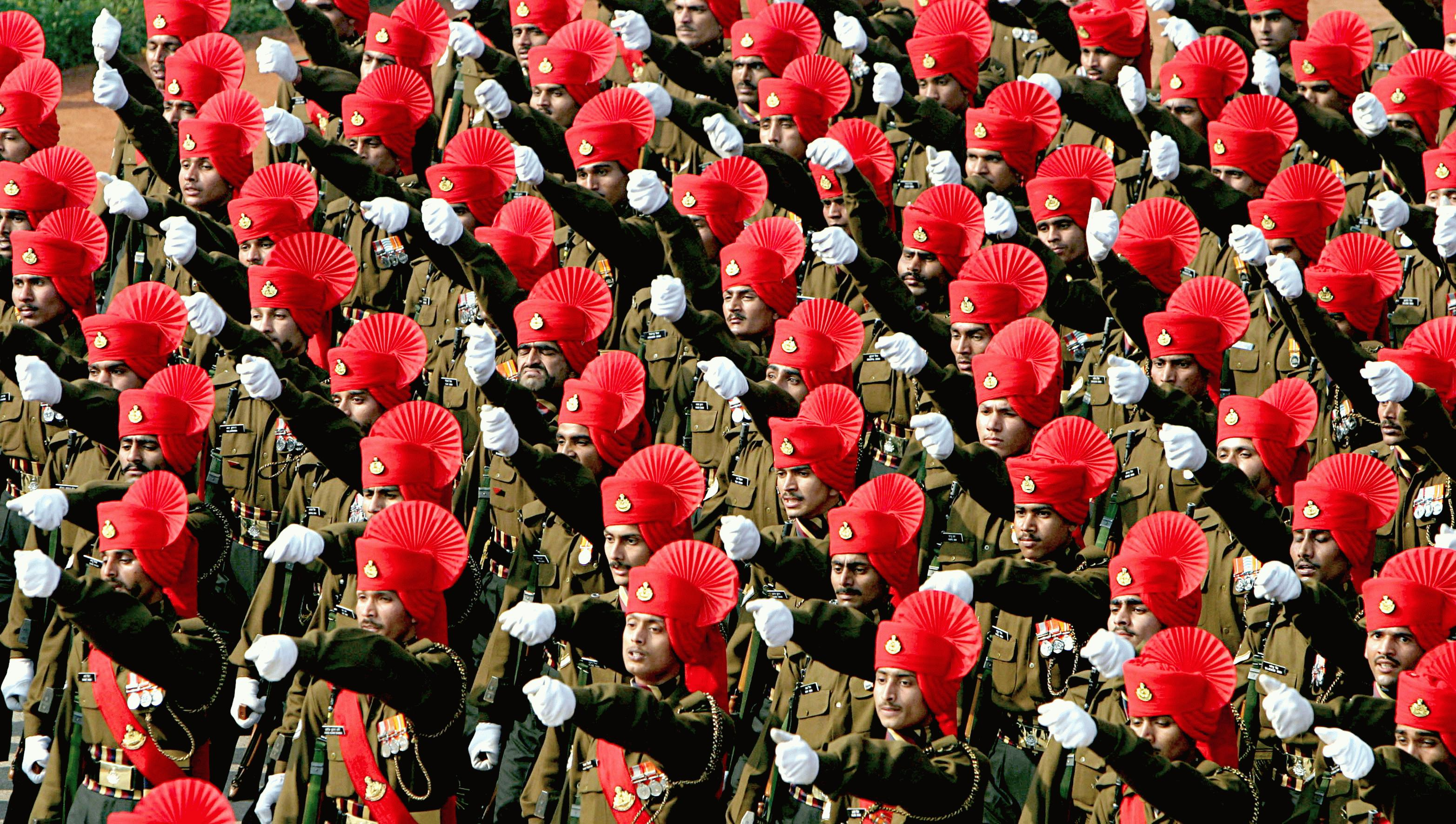
Soldater från Rajput Regiment

## Infanteriregementen
- Brigade of The Guards
- The Parachute Regiment
- The Mechanised Infantry
- The Punjab Regiment
- The Madras Regiment
- The Grenadiers Regiment
- The Maratha Light Infantry
- The Rajputana Rifles
- The Rajput Regiment
- The Jat Regiment
- The Sikh Regiment
- The Sikh Light Infantry
- The Dogra Regiment
- The Garhwal Rifles
- The Kumaon Regiment
- The Assam Regiment
- The Bihar Regiment
- The Mahar Regiment
- Jammu & Kashmir Rifles
- The Jammu & Kashmir Light Infantry
- The Naga Regiment
- 1 Gorkha Rifles
- 3 Gorkha Rifles
- 4 Gorkha Rifles
- 5 Gorkha Rifles
- 8 Gorkha Rifles
- 9 Gorkha Rifles
- 11 Gorkha Rifles
- Ladakh Scouts